# Seckachtal und Schefflenzer Wald
Das FFH-Gebiet Seckachtal und Schefflenzer Wald ist ein 2005 durch das Regierungspräsidium Karlsruhe nach der Richtlinie 92/43/EWG (Fauna-Flora-Habitat-Richtlinie) angemeldetes Schutzgebiet (Schutzgebietskennung DE-6522-311) im Landkreis Heilbronn, im Main-Tauber-Kreis und im Neckar-Odenwald-Kreis in Baden-Württemberg. Das FFH-Gebiet ist Bestandteil des europäischen Schutzgebietsnetzes Natura 2000. Mit Verordnung des Regierungspräsidiums Karlsruhe zur Festlegung der Gebiete von gemeinschaftlicher Bedeutung vom 12. Oktober 2018 (in Kraft getreten am 11. Januar 2019), wurde das Schutzgebiet ausgewiesen.

## Beschreibung
Das FFH-Gebiet umfasst ein großes Buchenwaldgebiet als Lebensraum von Fledermäusen, Hirschkäfer und Dicranum viride, laubholzreicher Kiefern-Mischwald. Offene Wiesentäler, mäandrierende naturnahe Bachläufe mit krautreichem Auenwald, Quellsümpfe, eine Tropfsteinhöhle und Ackergebiete.

## Schutzzweck
Folgende Lebensraumtypen nach Anhang I der FFH-Richtlinie kommen im Gebiet vor:
- Kalk-(Halb-)Trockenrasen und ihre Verbuschungsstadien (* orchideenreiche Bestände)
- Feuchte Hochstaudenfluren
- Magere Flachland-Mähwiesen
- Kalkschutthalden der kollinen bis montanen Stufe
- Kalkfelsen mit Felsspaltenvegetation
- Erlen-Eschen- und Weichholzauenwälder
- Nicht touristisch erschlossene Höhlen
- Waldmeister-Buchenwälder
- Fließgewässer mit flutender Wasservegetation